# Grand Terrace
Grand Terrace és una població dels Estats Units a l'estat de Califòrnia. Segons el cens del 2000 tenia 11.626 habitants.

## Demografia
Segons el cens del 2000, Grand Terrace tenia 11.626 habitants, 4.221 habitatges, i 3.051 famílies. La densitat de població era de 1.293,6 habitants/km².
Dels 4.221 habitatges en un 35% hi vivien nens de menys de 18 anys, en un 54,1% hi vivien parelles casades, en un 13,5% dones solteres, i en un 27,7% no eren unitats familiars. En el 21,7% dels habitatges hi vivien persones soles el 5,6% de les quals corresponia a persones de 65 anys o més que vivien soles. El nombre mitjà de persones vivint en cada habitatge era de 2,7 i el nombre mitjà de persones que vivien en cada família era de 3,15.
Per edats la població es repartia de la següent manera: un 26,3% tenia menys de 18 anys, un 9% entre 18 i 24, un 31,2% entre 25 i 44, un 22,8% de 45 a 60 i un 10,7% 65 anys o més.
L'edat mediana era de 35 anys. Per cada 100 dones de 18 o més anys hi havia 86,6 homes.
La renda mediana per habitatge era de 53.649 $ i la renda mediana per família de 61.068 $. Els homes tenien una renda mediana de 41.417 $ mentre que les dones 30.491 $. La renda per capita de la població era de 21.787 $. Entorn del 4,5% de les famílies i el 7,4% de la població estaven per davall del llindar de pobresa.

## Poblacions properes
El següent diagrama mostra les poblacions més properes.